# Леслі Гор
Леслі Сью Голдштейн (англ. Lesley Sue Goldstein, більш відома як Леслі Гор, 2 травня 1946, Нью-Йорк, США — 16 лютого 2015, Мангеттен, Нью-Йорк, США) — американська співачка, авторка пісень, акторка, феміністка.

## Життєпис
Народилася в Брукліні, Нью-Йорк, в родині заможного виробника дитячого одягу Ліо Гора. Свій перший сингл «It's My Party» записала в 1963, у 16 років. У червні того ж року пісня очолила Billboard Hot 100. Сингл розійшовся тиражем понад 1 мільйон примірників, отримавши статус золотого диска, а пізніше був номінований на «Ґреммі».
Пізніше співачка записала багато популярних хітів, серед яких «Judy's Turn to Cry» (US № 5), «She's a Fool» (№ 5), «You Do not Own Me» (№ 2), «That's the Way Boys Are» (№ 12), «Maybe I Know» (№ 14), «The Look of Love» і «Sunshine, Lollipops and Rainbows» (№ 13, також номінант «Ґреммі»). У 1965 році Гор з'явилася в комедії «Дівчата на пляжі», де виконала три своїх пісні — «Leave Me Alone», «It's Gotta Be You» та «I Do not Want to Be a Loser».
1970-ті й 1980-ті для Гор були менш плідними — вона записала всього три пластинки, а також періодично давала концерти й з'являлася на телебаченні.
Починаючи з 2004 року, Гор брала участь у телевізійному шоу суспільного мовника PBS «In the Life», головною темою якого були проблеми ЛГБТ-спільноти.
У 2005 році Леслі Гор після тривалої перерви повернулася до активної музичної діяльності й записала альбом «Ever Since» (перший за 30 років), який отримав високі оцінки музичної преси.
В інтерв'ю 2005 року для After Ellen вона зазначила, що є лесбійкою і була в стосунках з дизайнеркою ювелірних прикрас Луї Сассон з 1982 року.
Леслі Гор померла 16 лютого 2015 року в медичному центрі Нью-Йоркського університету Лангон в Мангеттені (Нью-Йорк) від раку легень.

## Дискографія
| Рік  | Назва альбому                        |
| 1963 | I'll Cry If I Want To                |
| 1963 | Lesley Gore Sings of Mixed-Up Hearts |
| 1964 | Boys, Boys, Boys                     |
| 1964 | Girl Talk                            |
| 1965 | My Town, My Guy & Me                 |
| 1965 | The Golden Hits of Lesley Gore       |
| 1966 | Lesley Gore Sings All About Love     |
| 1967 | California Nights                    |
| 1968 | Magic Colors                         |
| 1968 | Golden Hits Volume 2                 |
| 1972 | Someplace Else Now                   |
| 1975 | Love Me by Name                      |
| 1982 | The Canvas Can Do Miracles           |
| 2005 | Ever Since                           |

## Фільмографія
| Рік  | Фільм                                                   | Роль   | Нотатки                                        |
| ---- | ------------------------------------------------------- | ------ | ---------------------------------------------- |
| 1964 | The T.A.M.I Show                                        | Себе   | Документальна стрічка                          |
| 1965 | The Girls on the Beach                                  | Себе   | Виконує «Leave Me Alone» і «It's Gotta Be You» |
| 1965 | Ski Party                                               | Себе   | Виконує «Sunshine, Lollipops, and Rainbows»    |
| 1968 | The Pied Piper of Astroworld                            | Бо Піп | Телевізійний фільм                             |
| 1977 | Good Old Days                                           | Себе   | Телевізійний фільм                             |
| 1985 | Good Time Rock 'n' Roll                                 | Себе   | Телевізійний документальний фільм              |
| 1986 | Deja View                                               | Себе   |                                                |
| 1988 | Legendary Ladies of Rock & Roll                         | Себе   | Television special                             |
| 1990 | Listen Up: The Lives of Quincy Jones                    | Себе   | Документальна стрічка                          |
| 1991 | Golden Age of Rock 'n' Roll                             | Себе   | Телевізійний документальний фільм              |
| 1992 | In the Life                                             | Себе   | Телевізійний документальний фільм              |
| 1998 | Quincy Jones… The First 50 Years                        | Себе   | Телевізійний документальний фільм              |
| 2000 | Hollywood Rocks the Movies: The Early Years (1955—1970) | Себе   | Телевізійний документальний фільм              |
| 2003 | Rock at Fifty                                           | Себе   | Телевізійний документальний фільм              |
| 2008 | An Evening with Quincy Jones                            | Себе   | Телевізійний документальний фільм              |
| 2008 | Airplay: The Rise and Fall of Rock Radio                | Себе   | Документальна стрічка                          |